# جورج إي. بودن
جورج إي. بودن هو سياسي أمريكي، ولد في 6 يوليو 1852 في ويليامزبرغ في الولايات المتحدة، وتوفي في 22 يناير 1908 في نورفولك في الولايات المتحدة. نشط حزبياً في الحزب الجمهوري. وقد انتخب عضو مجلس النواب الأمريكي ‏ وانتخب عضو مجلس نواب الولايات المتحدة عن ولاية فرجينيا ‏.